# Die Tochter Napoleons
Die Tochter Napoleons è un film muto del 1922 diretto da Frederic Zelnik.

## Produzione
Il film fu prodotto da Frederic Zelnik per la Zelnik-Mara-Film GmbH (Berlino).

## Distribuzione
Uscì nelle sale cinematografiche tedesche il 2 novembre 1922 con il titolo originale Die Tochter Napoleons che in Danimarca fu tradotto in Napoleons Datter.